# 紫波町立西の杜小学校
紫波町立西の杜小学校（しわちょうりつ にしのもりしょうがっこう）は、岩手県紫波郡紫波町大字稲藤にある公立小学校。

## 概要
学校再編により、水分・上平沢・片寄の3小学校が統合して2021年（令和3年）4月1日に開校した新設校で、紫波第三中学校・虹の保育園と紫波西学園を構成する。
正式校名（小学校名・中学校名）と別に、小中一貫校として一体感および統一感を出すため、小中一貫校開校準備委員会において、【西部地区】小中一貫校「紫波西(しわにし)学園」と総称が決定された。

## 沿革
- 2021年（令和3年）
  - 4月1日 - 創立。
  - 4月5日 - 開校[2]。最初の始業式挙行。
  - 4月6日 - 第1回入学式挙行。最初の新入生は45名。この新入生を含め、全校児童230名でスタートを切った。
  - 5月29日 - 第1回運動会開催。
- 2022年（令和4年）
  - 3月17日 - 最初の修了式挙行。ただし、新型コロナウイルス感染拡大防止対策により、第1～3学年と第4・5学年と2回に分けて行われた。
  - 3月18日 - 第1回卒業式挙行。

## 通学区域
- 水分第1区～第13区、志和第2区～第21区[3]。

## アクセス
- 東北自動車道紫波ICから、車で約400m・約1分。
- なお、学校周辺には、路線バス等の公共交通機関は通っておらず、事前予約制のデマンド型乗合バス「しわまる号」を利用する事になる（「しわまる号」には特定のバス停は設けられてない）。
  - なお、「しわまる号」は、デマンド運行のため、町内の鉄道駅[4]からの所要時間は、その時の予約状況で異なる。

## 周辺
- 紫波町立紫波第三中学校 - 敷地が隣接、かつ主な進学先中学校。
- 紫波町立虹の保育園 - 敷地が隣接、かつ進学前幼稚園。
- 岩手県道46号紫波インター線
- 東北自動車道紫波インターチェンジ